# Anagallis oligantha
Anagallis oligantha là một loài thực vật có hoa trong họ Anh thảo. Loài này được P.Taylor mô tả khoa học đầu tiên năm 1958.